# Расселл, Джанив
Джанив Расселл (англ. Janieve Russell; род. 14 ноября 1993, Манчестер, Мидлсекс) — ямайская легкоатлетка, бронзовый призёр Олимпийских игр 2020 в Токио в эстафете 4х400 метров, чемпионка мира в помещении 2022 года в эстафете 4х400 метров, 4-кратная победительница Игр Содружества.

## Биография и спортивная карьера

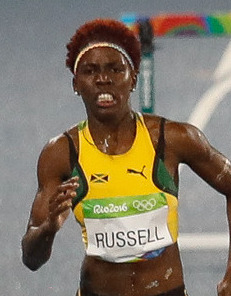
Олимпийские игры 2016 года

Родилась 14 ноября 1993 года в Манчестерском приходе, Ямайка.
На Играх Содружества 2014 года она стала бронзовым призером в беге на 400 метров с барьерами и золотым призером в эстафете 4 × 400 метров. На Играх Содружества 2018 года она выиграла бег с барьерами на 400 метров за 54,33 секунды.
Рассел был очень успешным спортсменом юношеского и юношеского уровней. Она была девятикратным золотым призером игр CARIFTA и двукратным золотым призером чемпионата мира по легкой атлетике 2012 года среди юниоров, выиграв бег на 400 метров с барьерами и эстафету 4х400 метров. Она также выиграла медаль в эстафете на чемпионате мира среди юниоров по легкой атлетике 2010 года и участвовала в летних юношеских Олимпийских играх 2010 года .
Она также участвовала в семиборье и была чемпионом Ямайки в 2011 году.
В 2018 году на Континентальном кубке в Остраве в финале выиграла забег на 400 метров с барьерами.
В 2019 году стала чемпионкой мира в смешанной эстафете на чемпионате мира по легкой атлетике в Дохе (Катар).
Четыре раза становилась чемпионкой на Играх Содружества в 2014, 2018 и 2022 годах.

## Олимпиада 2020 в Токио
На Олимпиаде в Токио Джанив Расселл завоевала бронзовую медаль в составе команды Ямайки в финале женской эстафете 4х400 метров. В беге на 400 метров с барьерами Расселл в финале установила личный рекорд (53,08) и заняла 4-е место, всего 0,05 сек уступив в борьбе за бронзу Фемке Бол из Нидерландов, которая установила рекорд Европы.

## Личные рекорды
- Бег на 400 метров с барьерами — 53,08 сек (2021 г.)
- 200 метров — 23,43 сек (2018)
- 400 метров — 51,17 сек (2016)
- 800 метров — 2: 11,5 ч. Мин. (2015)
- 100 метров с барьерами — 13,80 сек (2012)
- Бег на 300 метров с барьерами — 41,30 сек (2009 г.)
- Прыжок в высоту — 1,80 м (5 футов 10 футов)+3 ⁄ 4 дюйма) (2009)
- Прыжки в длину — 6,20 м (20 футов 4 дюйма) (2010)
- Толкание ядра — 10,86 м (35 футов 7 дюймов).+1 ⁄ 2 дюйма) (2011)
- Метание копья — 33,96 м (111 футов 5 дюймов) (2011)
- Пятиборье — 3825 очков (2010 г.)
- Семиборье — 5361 очко (2011 г.)